# Gouyave
Gouyave est une ville de la Grenade, chef-lieu de Saint John. La population de Gouyave est estimée a 3 378 habitants en 2008.
L'athlète Kirani James y est né en 1992.